# Dictiostèlida
Els dictiostèlids (Dictyosteliida) són un grup de fongs mucilaginosos cel·lulars o amebes socials.
Normalment s'alimenten de bacteris i aleshores són amebes individuals, però si manca aliment s'agreguen en un conjunt multicel·lular que s'anomena pseudoplasmodi.
Dictyostelium s'han usat com organisme model en biologia molecular i genètica molecular

Cicle vital de Dictyostelium